# Zvěrkovice
Zvěrkovice – miejscowość i gmina (obec) w Czechach, w kraju Wysoczyna, w powiecie Třebíč. W 2022 roku liczyła 213 mieszkańców.